# Museu Municipal Hipólito Cabaço
O Museu Municipal Hipólito Cabaço é um museu arqueológico situado em Alenquer, Portugal. Instalado no edifício da antiga "Aula do Conde de Ferreira", à Rua Maria Milne e Carmo, N.º 2, tem o nome do arqueólogo amador Hipólito Cabaço, que na 1ª metade do séc. XX efectuou inúmeras recolhas arqueológicas por todo o concelho de Alenquer
Encontra-se encerrado desde 2010 devido a problemas de infiltrações.